# 5231 Верн
5231 Верн (5231 Verne) — астероїд головного поясу, відкритий 9 травня 1988 року.
Тіссеранів параметр щодо Юпітера — 3,342.
Названо на честь Жуля Верна (фр. Jules Gabriel Verne, 1828 — 1905) — французького письменника.